# Kasra Nouri
Pour les articles homonymes, voir Kasra et Nouri.
 (mai 2021).
La mise en forme du texte ne suit pas les recommandations de Wikipédia : il faut le « wikifier ».
Les points d'amélioration suivants sont les cas les plus fréquents :
- Les titres sont pré-formatés par le logiciel. Ils ne sont ni en capitales, ni en gras.
- Le texte ne doit pas être écrit en capitales (les noms de famille non plus), ni en gras, ni en italique, ni en « petit »…
- Le gras n'est utilisé que pour surligner le titre de l'article dans l'introduction, une seule fois.
- L'italique est rarement utilisé : mots en langue étrangère, titres d'œuvres, noms de bateaux, etc.
- Les citations ne sont pas en italique mais en corps de texte normal. Elles sont entourées par des guillemets français : « et ».
- Les listes à puces sont à éviter, des paragraphes rédigés étant largement préférés. Les tableaux sont à réserver à la présentation de données structurées (résultats, etc.).
- Les appels de note de bas de page (petits chiffres en exposant, introduits par l'outil «  Source ») sont à placer entre la fin de phrase et le point final[comme ça].
- Les liens internes (vers d'autres articles de Wikipédia) sont à choisir avec parcimonie. Créez des liens vers des articles approfondissant le sujet. Les termes génériques sans rapport avec le sujet sont à éviter, ainsi que les répétitions de liens vers un même terme.
- Les liens externes sont à placer uniquement dans une section « Liens externes », à la fin de l'article. Ces liens sont à choisir avec parcimonie suivant les règles définies. Si un lien sert de source à l'article, son insertion dans le texte est à faire par les notes de bas de page.
- La présentation des références doit suivre les conventions bibliographiques. Il est recommandé d'utiliser les modèles {{Ouvrage}}, {{Chapitre}}, {{Article}}, {{Lien web}} et/ou {{Bibliographie}}. Le mode d'édition visuel peut mettre en forme automatiquement les références.
- Insérer une infobox (cadre d'informations à droite) n'est pas obligatoire pour parachever la mise en page.

Pour une aide détaillée, merci de consulter Aide:Wikification.
Si vous pensez que ces points ont été résolus, vous pouvez retirer ce bandeau et améliorer la mise en forme d'un autre article.
Kasra Nouri (persan : کسری نوری), né le 27 juin 1990 à Bandar Abbas, est un juriste et activiste politique iranien. Il est le rédacteur en chef du site Web « Majzooban-e noor » qui couvre l'actualité de la communauté religieuse des derviches. Nouri a également été arrêté pour la dernière fois avec sa famille lors des manifestations de 2018 des derviches et condamné à douze ans de prison et 148 coups de fouet. Il a soutenu Mehdi Karroubi (candidat à la présidentielle) lors de l'élection présidentielle iranienne de 2009.
Majzooban-e-Noor couvre l'actualité de la communauté religieuse des derviches Gonabadi. Nouri avait rapporté que les forces de sécurité et de renseignement avaient incité les résidents locaux à attaquer les derviches lors d'un affrontement en septembre 2011, faisant un mort et blessant plusieurs autres. De nombreux derviches, dont plusieurs autres journalistes de Majzooban-e-Noor, ont été emprisonnés immédiatement après la répression de 2011.

## Arrestation et emprisonnement
Nouri a été arrêté en 2012 et condamné en 2013 à quatre ans et quatre mois de prison pour « propagande contre le régime », « agissement contre la sécurité nationale », « insulte au guide suprême » et « appartenance au Majzooban-e-Noor groupe », selon Majzooban-e-Noor.
Le journaliste iranien Kasra Nouri a été arrêté en février 2018 alors qu'il couvrait des manifestations religieuses pour le site Internet Majzooban-e-Noor, qui couvre l'actualité des Gonabadi derviches, un groupe dissident soufi. Il purge une peine de 12 ans pour des accusations anti-étatiques dans la prison d'Adel-Abad près de la ville centrale de Shiraz, après avoir été initialement détenu dans le pénitencier du Grand Téhéran. La Cour d'appel de Téhéran a confirmé sa condamnation en mars 2019,.
Lors de manifestations de protestation en Iran, il a été arrêté avec sa mère Shokoufeh Yadollahi et ses frères Pouria Nouri et Amir Nouri.